# Kenotáfium

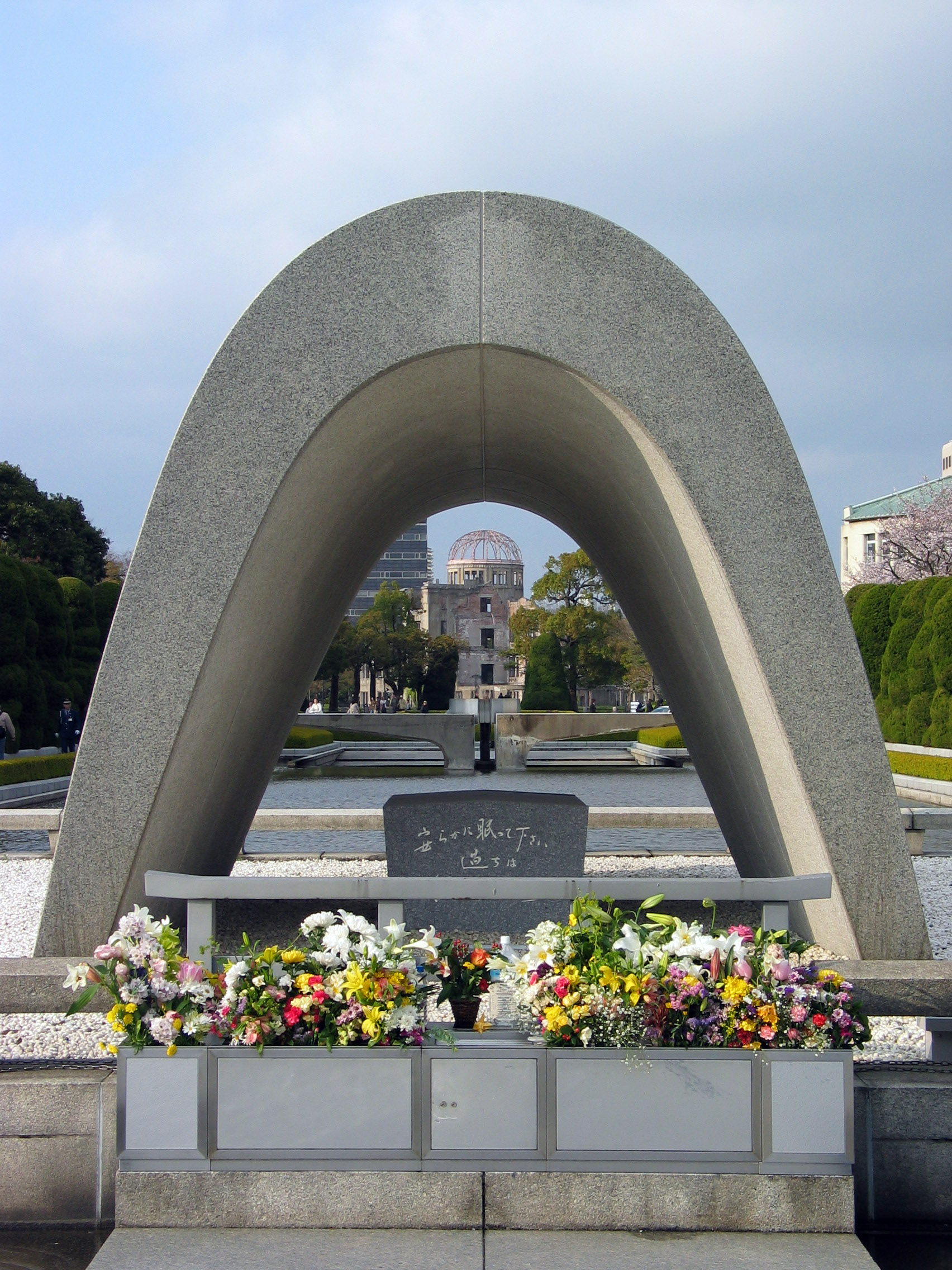
A hirosimai Memorial Cenotaph

Kenotáfium (görög forma kenotáfion, latin forma cenotaphium): üres síremlék, emléksír, szimbolikus sír vagy álsír. Olyan síremlék, amelybe nem temettek senkit, hanem olyan személy(ek) emlékét őrzi, aki(k)nek teste máshol, vagy ismeretlen helyen van eltemetve, vagy a holttest(ek) nem lelhető(k) fel, nem férhető(k) hozzá (pl. tengerbe vesztek).

## A szó eredete, írásmódjai
Az ógörögül κενοτάφιο[ν] szó (kenotafio[n]) jelentése „üres sír”. Etimológiája: κενός, (kenosz) = „üresség” és τάφος (taphosz) = „a sír”).

## Története
Az álsírok és kultikus sírok időben első előfordulása az ókori Egyiptomban találhatók. Az egyiptomi halottkultusz elképzelései lehetővé tették, hogy a több helyen épített sírok mindegyike szolgálhasson kultikus célokat.
Az első görög kenotáfiumok egyszerű síremlékek voltak, amiket azok emlékére emeltek, akiknek földi maradványait nem találták meg. Az ókori görögök vallási hite szerint a temetetlen holtak lelke nem juthatott be az alvilágba, hanem a Sztüx partján kellett bolyonganiuk mindaddig, amíg testüket el nem temették. Ezért, ha a halott eltemetése nem volt lehetséges, legalább jelképes temetést végeztek, például port hintettek a holttestre (lásd Szophoklész: Antigoné c. drámájának történetét). Ha a holttest nem volt hozzáférhető, például tengerbe veszett, akkor üres síremléket (κενοτάφιον) állítottak neki. Ugyanily emlékművet állítottak néha az idegen földön  eltemetett nevezetes férfiaknak is.
Ezt a szokást követték a rómaiaknál is (cenotaphium). Hitük szerint a holtak szellemét (dii manes) kellett megbékíteni ezzel a cselekedettel. Csak gonosztevők és hazaárulók testét hagyták temetetlenül, vadállatok és madarak zsákmányául. Az ilyen síremlék felszentelésekor a halottat fennszóval háromszor nevén szólították, és meghívták, hogy költözzék be az üres sírba. Hasonlóan jártak el az otthonuktól távol eltemetett személyek esetében is, ilyenkor a családtagok, vagy a polgártársak díszes síremléket emeltek az elhunyt szülőhelyén. Kenotáfiumnak nevezték azokat a mauzóleumokat is, amelyeket valaki még életében emeltetett saját maga vagy családtagjai részére. A kenotáfiumot a rómaiak tumulus honorarius-nak, vagy inanis-nak, jelezve, hogy a sír csak emlékműve valakinek, aki nincsen odatemetve.

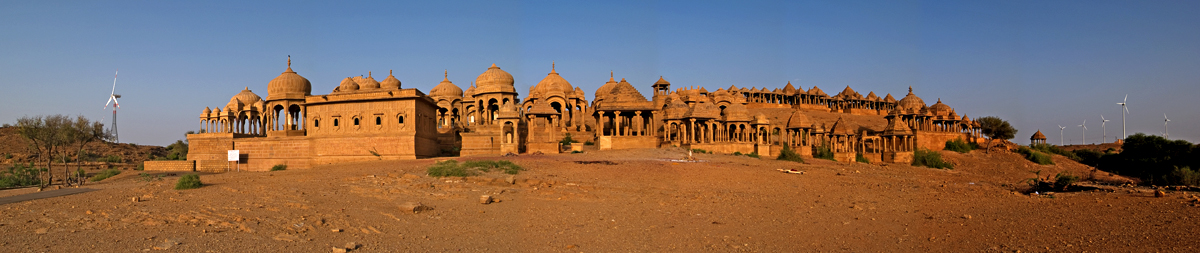
Kenotáfiumok a radzsasztáni Bada Bagh-ban (India).

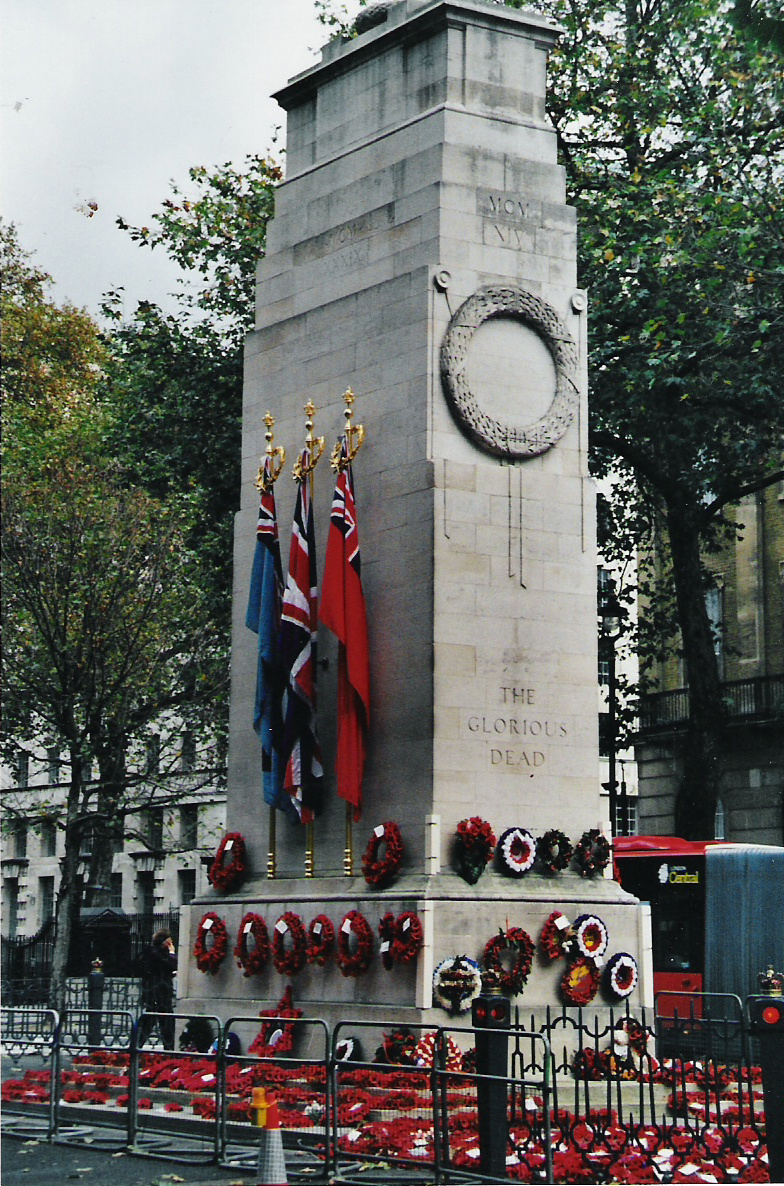
A londoni Cenothaph

## Ismertebb kenotáfiumok
- Tört falú piramis - az egyiptomi Sznofru egyik sírhelye.
- A várnai csatában (1444) elesett I. Ulászló magyar király síremléke a csata színhelyén, Várna közelében létesített mauzóleum-emlékparkban.
- Mária Krisztina osztrák főhercegnő, tescheni hercegnő síremléke az Ágoston-rend bécsi templomában (Augustinerkirche), Antonio Canova műve.
- The Cenotaph: London Westminster kerületében, a kormányzati negyedben, a Whitehall közepén, a Downing Street közelében áll. 1919–20-ban építette Sir Edwin Lutyens a Brit Birodalomért harcoló (ténykedő), világszerte elesett katonák, hadirepülők, hadi- és kereskedelmi tengerészek emlékére. A királynő, a miniszterelnök és a háborús veteránok küldöttségei minden évben megkoszorúzzák, (november 11-ét, az első világháborút befejező fegyverszünet emléknapját követő vasárnapon, a fegyverszünet napján.
- A Neue Wache a berlini Unter den Linden sugárúton (Karl Friedrich Schinkel építész műve), amelyet III. Frigyes Vilmos porosz király emeltetett 1816–18 között, a napóleoni háborúkban elesett porosz katonák emlékezetére.
- Memorial Cenotaph a hirosimai Béke-Emlékparkban, amelynek táblái az 1945. augusztus 6-i amerikai atomtámadás áldozatainak nevét tartalmazzák.
- Hemiciclo a Juárez: Benito Juárez mexikói elnök kenotáfiuma Mexikóvárosban, az Alameda Central parkban.[3]